# Leichtathletik-U23-Südamerikameisterschaften 2024
Die 11. Leichtathletik-U23-Südamerikameisterschaften fanden vom 27. bis zum 29. September im kolumbianischen Bucaramanga statt, womit Kolumbien zum zweiten Mal nach 2010 Austragungsort der U23-Südamerikameisterschaften war.

## Ergebnisse

### Männer

#### 100 m
| Platz | Athlet                 | Land | Zeit (s) |
| ----- | ---------------------- | ---- | -------- |
| 1     | Carlos Flórez          | COL  | 10,19 SB |
| 2     | Tomás Villegas         | ARG  | 10,41 PB |
| 3     | Hygor Bezera           | BRA  | 10,44    |
| 4     | Gustavo Mongelos       | PAR  | 10,48    |
| 5     | Aron Earl              | PER  | 10,50 SB |
| 6     | Thamer Moreira         | BRA  | 10,53    |
| 7     | Luis Alfredo Hernández | COL  | 10,55    |
| 8     | Katriel Angulo         | ECU  | 10,71    |

Finale: 27. September
Wind: +0,8 m/s

#### 200 m
| Platz | Athlet           | Land | Zeit (s) |
| ----- | ---------------- | ---- | -------- |
| 1     | Carlos Flórez    | COL  | 21,08    |
| 2     | Tomás Villegas   | ARG  | 21,19 PB |
| 3     | Katriel Angulo   | ECU  | 21,42    |
| 4     | Ivan Romero      | VEN  | 10,48    |
| 5     | Jhumiler Sánchez | PAR  | 21,52    |
| 6     | Óscar Baltán     | COL  | 21,69    |
| 7     | Keiver Pirela    | VEN  | 10,55    |
|       | Benjamin Aravena | CHI  | DNS      |

Finale: 29. September
Wind: +0,8 m/s

#### 400 m
| Platz | Athlet              | Land | Zeit (s) |
| ----- | ------------------- | ---- | -------- |
| 1     | Daniel Santiago     | COL  | 46,30 PB |
| 2     | Jádson Lima         | BRA  | 46,45    |
| 3     | Martín Kouyoumdjian | CHI  | 46,95 SB |
| 4     | Raúl Palacios       | COL  | 47,19    |
| 5     | Alan Minda          | ECU  | 47,29    |
| 6     | Dhustyn Morquecho   | ECU  | 47,63 SB |
| 7     | Manuel Robles       | ARG  | 48,74    |
| 8     | Paul Wood           | PAR  | 49,36    |

28. September

#### 800 m
| Platz | Athlet              | Land | Zeit (min)  |
| ----- | ------------------- | ---- | ----------- |
| 1     | Leonardo Santos     | BRA  | 1:47,76     |
| 2     | Victor Alves Santos | BRA  | 1:50,13     |
| 3     | Klaus Scholz        | CHI  | 1:50,35 PB  |
| 4     | Adrian Mendoza      | COL  | 1:50,72     |
| 5     | Daniel Ruiz         | VEN  | 1:50,84 =PB |
| 6     | Lucas Jara          | CHI  | 1:51,26     |
| 7     | Héctor Gómez        | VEN  | 1:51,85 PB  |
| 8     | David Preciado      | COL  | 1:51,92     |

29. September

#### 1500 m
| Platz | Athlet            | Land | Zeit (min)    |
| ----- | ----------------- | ---- | ------------- |
| 1     | Leonardo Santos   | BRA  | 3:43,55 CR PB |
| 2     | Jânio Gonçalves   | BRA  | 3:44,09       |
| 3     | Ericky dos Santos | PAR  | 3:44,72 PB    |
| 4     | Uriel Muñoz       | ARG  | 3:44,84 PB    |
| 5     | Brayan Jara       | CHI  | 3:46,95 SB    |
| 6     | Carlos Briceño    | VEN  | 3:47,22 PB    |
| 7     | Christian Escobar | PER  | 3:50,68 PB    |
| 8     | Lucas Jara        | CHI  | 3:52,58       |

27. September

#### 5000 m
| Platz | Athlet               | Land | Zeit (min) |
| ----- | -------------------- | ---- | ---------- |
| 1     | Jânio Gonçalves      | BRA  | 14:52,62   |
| 2     | Jhonatan Molina      | PER  | 14:57,57   |
| 3     | Vinícius de Carvalho | BRA  | 15:03,98   |
| 4     | Carlos Briceño       | VEN  | 15:06,57   |
| 5     | Alex Caiza           | ECU  | 15:10,68   |
| 6     | Joaquín Ponce        | ECU  | 15:11,72   |
| 7     | Ignacio Carrizo      | CHI  | 15:12,84   |
| 8     | Ángel Romero         | CHI  | 15:16,07   |

29. September

#### 10.000 m
| Platz | Athlet            | Land | Zeit (min) |
| ----- | ----------------- | ---- | ---------- |
| 1     | Jhonatan Molina   | PER  | 30:54,43   |
| 2     | Alex Caiza        | ECU  | 31:05,52   |
| 3     | Ignacio Carrizo   | CHI  | 31:09,81   |
| 4     | Joaquín Ponce     | ECU  | 31:46,77   |
| 5     | Peteson Santos    | BRA  | 32:17,88   |
| 6     | Ángel Romero      | CHI  | 32:57,18   |
| 7     | Salvador Gorosito | ARG  | 33:21,70   |
| 8     | Diego Orozco      | COL  | 34:09,70   |

27. September

#### 20.000 m Gehen
| Platz           | Athlet               | Land | Zeit (h)  |
| --------------- | -------------------- | ---- | --------- |
| 1               | Miguel Arcangel Peña | COL  | 1:25:39,4 |
| 2               | Saul Wamputsrik      | ECU  | 1:25:41,1 |
| 3               | Ezequiel Arrubla     | COL  | 1:27:39,9 |
| 4               | Otavio Henrique      | BRA  | 1:33:03,4 |
| 5               | Sebastian Giuliani   | ARG  | 1:34:44,3 |
|                 | Jaime Ccanto         | PER  | DSQ       |
| Edson de Aguiar | BRA                  | DSQ  |           |

27. September

#### 110 m Hürden
| Platz | Athlet                    | Land | Zeit (s) |
| ----- | ------------------------- | ---- | -------- |
| 1     | Thiago Ornelas dos Santos | BRA  | 13,82    |
| 2     | Fabricio de Souza         | BRA  | 13,92    |
| 3     | Gerónimo Canizales        | COL  | 13,95 PB |
| 4     | Kevin Mendieta            | PAR  | 14,17 NR |
| 5     | Fabrizio Jara             | PAR  | 15,18    |

29. September
Wind: +0,5 m/s

#### 400 m Hürden
| Platz | Athlet             | Land | Zeit (s) |
| ----- | ------------------ | ---- | -------- |
| 1     | Matheus Lima       | BRA  | 49,13 CR |
| 2     | Néider Abello      | COL  | 50,34 PB |
| 3     | Ramón Fuenzalida   | CHI  | 51,31 PB |
| 4     | Bruno De Genaro    | ARG  | 51,50 SB |
| 5     | Ian Andrey Pata    | ECU  | 52,40    |
| 6     | Sebastián Mosquera | COL  | 52,53    |
| 7     | Caio Vinícius      | BRA  | 53,45    |

28. September

#### 3000 m Hindernis
| Platz | Athlet               | Land | Zeit (min)  |
| ----- | -------------------- | ---- | ----------- |
| 1     | Vinícius de Carvalho | BRA  | 09:07,38    |
| 2     | Mateus de Alencar    | BRA  | 09:12,81    |
| 3     | Diego Caldeira       | VEN  | 09:21,67    |
| 4     | Reinaldo Delgado     | COL  | 09:26,17 SB |
| 5     | Kevin Genes          | URU  | 09:44,39    |
| 6     | Hipolito Pereiro     | ARG  | 10:02,41    |
| 7     | Sebastián Henao      | COL  | 10:11,99    |
|       | Julio Espinoza       | CHI  | DNF         |

28. September

#### 4 × 100 m Staffel
| Platz | Land      | Athleten                                                                        | Zeit (min) |
| ----- | --------- | ------------------------------------------------------------------------------- | ---------- |
| 1     | Kolumbien | Luis Alfredo Hernández Carlos Flórez Óscar Baltán Enoc Moreno                   | 39,74      |
| 2     | Brasilien | Thiago Ornelas dos Santos Thamer Moreira Fabrício de Sousa Pereira Hygor Bezera | 40,24      |
| 3     | Paraguay  | Anhuar Duarte Kevin Mendieta Jhumiler Sánchez Gustavo Mongelos                  | 40,42      |
| 4     | Ecuador   | Ian Andrey Pata Katriel Angulo Steeven Salas Roy Chila                          | 40,81      |

28. September

#### 4 × 400 m Staffel
| Platz | Land      | Athleten                                                           | Zeit (min) |
| ----- | --------- | ------------------------------------------------------------------ | ---------- |
| 1     | Brasilien | Jádson Lima Leonardo Santos Caio Vinícius Matheus Lima             | 3:07,14    |
| 2     | Ecuador   | Dhustyn Morquecho Héctor Broncano Ian Andrey Pata Alan Minda       | 3:07,90    |
| 3     | Kolumbien | Juan Wilches Raul Palacios Néider Abello Daniel Santiago           | 3:08,59    |
| 4     | Chile     | Ramón Fuenzalida Benjamin Aravena Martín Kouyoumdjian Klaus Scholz | 3:12,98    |

29. September

#### Hochsprung
| Platz | Athlet                 | Land | Höhe (m) |
| ----- | ---------------------- | ---- | -------- |
| 1     | Nicolás Numair         | CHI  | 2,09     |
| 2     | Jeiner Mosquera        | COL  | 2,05 =SB |
| 3     | Santiago Barberia      | ARG  | 2,00 =SB |
| 4     | Héctor Añes            | VEN  | 2,00 =PB |
| 5     | Eric Guedes            | BRA  | 2,00     |
| 6     | Janer Caicedo          | COL  | 1,95     |
| 7     | Paulo Henrique Marques | BRA  | 1,95     |
|       | Pedro Álamos           | CHI  | NMH      |

27. September

#### Stabhochsprung
| Platz | Athlet               | Land | Höhe (m) |
| ----- | -------------------- | ---- | -------- |
| 1     | Ricardo David Montes | VEN  | 5,10     |
| 2     | Andreas Kreiss       | BRA  | 5,10     |
| 3     | Cristóbal Núñez      | CHI  | 5,10     |
| 4     | Samuel Estrada       | COL  | 5,00     |
|       | Andrés Torres        | COL  | NMH      |

27. September

#### Weitsprung
| Platz | Athlet            | Land | Weite (m) |
| ----- | ----------------- | ---- | --------- |
| 1     | Gabriel Boza      | BRA  | 7,93      |
| 2     | Breno de Carvalho | BRA  | 7,78 w    |
| 3     | Kevin Simisterra  | ECU  | 7,55      |
| 4     | Martin Saavedra   | ARG  | 7,21      |
| 5     | Luis Viga         | COL  | 6,82      |
| 6     | Miguel Lan        | COL  | 6,33      |

27. September

#### Dreisprung
| Platz | Athlet                      | Land | Weite (m) |
| ----- | --------------------------- | ---- | --------- |
| 1     | Felipe Izidoro              | BRA  | 16,25 PB  |
| 2     | João Pedro Silva de Azevedo | BRA  | 15,93     |
| 3     | Santiago Theran             | COL  | 15,61 PB  |
| 4     | Steeven Palacios            | ECU  | 15,46     |
| 5     | Helber Melgarejo            | ARG  | 15,32     |
| 6     | Óscar Cometa                | COL  | 15,30     |
| 7     | Yoalber Rodríguez           | VEN  | 14,96     |

29. September

#### Kugelstoßen
| Platz | Athlet                | Land | Weite (m) |
| ----- | --------------------- | ---- | --------- |
| 1     | Juan Manuel Arrieguez | ARG  | 17,73     |
| 2     | Ronald Grueso         | COL  | 17,36     |
| 3     | Vinícius Darolt       | BRA  | 17,32     |
| 4     | Arthur de Sousa       | BRA  | 16,18     |
| 5     | Brayan Palacios       | COL  | 14,87     |

27. September

#### Diskuswurf
| Platz | Athlet             | Land | Weite (m) |
| ----- | ------------------ | ---- | --------- |
| 1     | Juan David Montaño | COL  | 57,00 PB  |
| 2     | Mateus Álvares     | BRA  | 55,83 SB  |
| 3     | Alberto Rodrigues  | BRA  | 53,20     |
| 4     | Ronald Grueso      | COL  | 52,52     |
| 5     | Luciano Piton      | ARG  | 51,51     |
| 6     | Camilo Rojas       | CHI  | 50,09 PB  |

27. September

#### Hammerwurf
| Platz | Athlet                   | Land | Weite (m) |
| ----- | ------------------------ | ---- | --------- |
| 1     | Tomas Olivera            | ARG  | 67,22 PB  |
| 2     | Lautaro Vouilloz         | ARG  | 65,03     |
| 3     | Miguel Castro            | CHI  | 64,03     |
| 4     | Marcos de Oliveira Lopes | BRA  | 61,16 SB  |
| 5     | Juan Scarpetta           | COL  | 61,01 SB  |
| 6     | Juan Camilo Díaz         | COL  | 54,05     |

27. September

#### Speerwurf
| Platz | Athlet             | Land | Weite (m) |
| ----- | ------------------ | ---- | --------- |
| 1     | Lars Flaming       | PAR  | 74,99 PB  |
| 2     | Lautaro Techera    | URU  | 73,33 NR  |
| 3     | Orlando Fernández  | VEN  | 72,09 PB  |
| 4     | Yirmar Torres      | ECU  | 67,09     |
| 5     | Arthur Monteiro    | BRA  | 66,15     |
| 6     | Santiago Pimentel  | COL  | 65,75 =PB |
| 7     | Yainer Rodríguez   | COL  | 65,02     |
| 8     | Carlos Rospigliosi | PER  | 63,25     |

28. September

#### Zehnkampf
| Platz | Athlet          | Land | Weite (m) |
| ----- | --------------- | ---- | --------- |
| 1     | Luiz Caetano    | BRA  | 7009 PB   |
| 2     | Arnaldo Kowales | BRA  | 6795      |
| 3     | Edgar Rosabal   | URU  | 6144      |
| 4     | Wilder Umaña    | COL  | 5512      |

27./28. September

### Frauen

#### 100 m
| Platz | Athletin             | Land | Zeit (s) |
| ----- | -------------------- | ---- | -------- |
| 1     | Laura Martínez       | COL  | 11,45    |
| 2     | Marlet Ospino        | COL  | 11,54    |
| 3     | Daniele Campigotto   | BRA  | 11,71    |
| 4     | Paula Daruich        | PER  | 11,86 SB |
| 5     | Suellen de Sant Anna | BRA  | 12,00    |
| 6     | Antonia Ramírez      | CHI  | 12,04    |
| 7     | Cayetana Chirinos    | PER  | 12,07    |
| 8     | Lauren Mendoza       | BOL  | 12,18    |

Finale: 27. September
Wind: +1,0 m/s

#### 200 m
| Platz | Athletin           | Land | Zeit (s) |
| ----- | ------------------ | ---- | -------- |
| 1     | Marlet Ospino      | COL  | 23,25 PB |
| 2     | Laura Martínez     | COL  | 23,70    |
| 3     | Daniele Campigotto | BRA  | 24,00    |
| 4     | Antonia Ramírez    | CHI  | 24,26    |
| 5     | Evelin Mercado     | ECU  | 24,71    |
| 6     | Lauren Mendoza     | BOL  | 25,22    |

29. September
Wind: −0,8 m/s

#### 400 m
| Platz | Athletin         | Land | Zeit (s) |
| ----- | ---------------- | ---- | -------- |
| 1     | Érica Cavalheiro | BRA  | 52,95    |
| 2     | Nahomy Castro    | COL  | 53,30 SB |
| 3     | Evelin Mercado   | ECU  | 53,56 PB |
| 4     | Xiomara Ibarra   | ECU  | 54,68    |
| 5     | Isabella Hurtado | COL  | 55,29    |

28. September

#### 800 m
| Platz | Athletin              | Land | Zeit (min) |
| ----- | --------------------- | ---- | ---------- |
| 1     | Luise Braga           | BRA  | 2:07,29    |
| 2     | Anita Poma            | PER  | 2:08,37    |
| 3     | Sabrina Gabrieli Pena | BRA  | 2:08,94    |
| 4     | María Rojas           | VEN  | 2:09,81    |
| 5     | Matilde Ruiz          | CHI  | 2:13,17    |
| 6     | Karol Mosquera        | COL  | 2:13,65    |
| 7     | Lina Gil              | COL  | 2:15,35    |

29. September

#### 1500 m
| Platz | Athletin      | Land | Zeit (min) |
| ----- | ------------- | ---- | ---------- |
| 1     | Anita Poma    | PER  | 4:27,46    |
| 2     | Karol Luna    | COL  | 4:27,58 PB |
| 3     | Mirelle Leite | BRA  | 4:34,58    |
| 4     | Laura Camargo | COL  | 4:36,90    |
| 5     | Luz Arias     | PER  | 4:38,54    |
| 6     | Matilde Ruiz  | CHI  | 4:45,65    |
| 7     | Luise Braga   | BRA  | 4:48,23    |
| 8     | Julieta Firpo | URU  | 4:48,95 PB |

27. September

#### 5000 m
| Platz | Athletin         | Land | Zeit (min)  |
| ----- | ---------------- | ---- | ----------- |
| 1     | Benita Parra     | BOL  | 16:30,61 CR |
| 2     | Núbia Silva      | BRA  | 16:45,17    |
| 3     | Verónica Huacasi | PER  | 16:46,10    |
| 4     | Danna Díaz       | COL  | 17:21,75    |
| 5     | Leydi Raura      | ECU  | 17:32,90    |
| 6     | Laura Rojas      | COL  | 17:48,07    |
| 7     | Luz Arias        | PER  | 17:53,84    |

29. September

#### 10.000 m
| Platz | Athletin         | Land | Zeit (min)  |
| ----- | ---------------- | ---- | ----------- |
| 1     | Núbia Silva      | BRA  | 35:37,51    |
| 2     | Benita Parra     | BOL  | 35:39,10 PB |
| 3     | Jeidy Mora       | COL  | 37:36,66 PB |
| 4     | Angelica Salcedo | COL  | 38:41,12    |
| 5     | Luisa Monteiro   | BRA  | 39:25,09    |

27. September

#### 20.000 m Gehen
| Platz | Athletin             | Land | Zeit (h)  |
| ----- | -------------------- | ---- | --------- |
| 1     | Natalia Pulido       | COL  | 1:41:28,6 |
| 2     | Gabriela de Sousa    | BRA  | 1:43:54,6 |
| 3     | Ines Huallpa         | BOL  | 1:46:00,3 |
| 4     | Gabrielly dos Santos | BRA  | 1:50:43,1 |
| 5     | Laura Pedraza        | COL  | 1:52:00,1 |

27. September

#### 100 m Hürden
| Platz | Athletin              | Land | Zeit (s)  |
| ----- | --------------------- | ---- | --------- |
| 1     | Luciana Zapata        | COL  | 13,40 PB  |
| 2     | Lays Rodrigues Silva  | BRA  | 13,59     |
| 3     | Helen Bernard         | ARG  | 13,64 PB  |
| 4     | Maria Fernandez Silva | BRA  | 13,70     |
| 5     | Isabel Urrutia        | COL  | 13,91 =PB |
| 6     | Catalina Rozas        | CHI  | 13,91     |
| 7     | Marlene Koss          | ARG  | 14,28     |
| 8     | Millie Díaz           | URU  | 15,40     |

29. September
Wind: +0,1 m/s

#### 400 m Hürden
| Platz | Athletin            | Land | Zeit (s) |
| ----- | ------------------- | ---- | -------- |
| 1     | Helen Bernard       | ARG  | 60,02 PB |
| 2     | Camille de Oliveira | BRA  | 60,08    |
| 3     | Camilly Carolini    | BRA  | 62,15    |
| 4     | Emily Montaño       | COL  | 62,43    |
| 5     | Martha Cordoba      | COL  | 65,15    |

28. September

#### 3000 m Hindernis
| Platz | Athletin         | Land | Zeit (min) |
| ----- | ---------------- | ---- | ---------- |
| 1     | Mirelle Leite    | BRA  | 10:33,61   |
| 2     | Verónica Huacasi | PER  | 10:34,15   |
| 3     | Leydi Raura      | ECU  | 10:37,58   |
| 4     | Stefany López    | COL  | 10:42,95   |
| 5     | Jeny Barcenas    | COL  | 11:25,96   |

28. September

#### 4 × 100 m Staffel
| Platz | Land                                                       | Athletinnen                                                                | Zeit (s) |
| ----- | ---------------------------------------------------------- | -------------------------------------------------------------------------- | -------- |
| 1     | Brasilien                                                  | Maria Fernandez Silva Vanessa Sena Suellen de Sant Anna Daniele Campigotto | 45,60    |
|       | Kolumbien                                                  | Stefany Júlio Marlet Ospino Laura Martínez Danna Banquez                   | DNF      |
| Peru  | Jimena Reyes Paula Daruich Bianca Conroy Cayetana Chirinos | DNF                                                                        |          |

28. September

#### 4 × 400 m Staffel
| Platz | Land      | Athletinnen                                                                    | Zeit (min) |
| ----- | --------- | ------------------------------------------------------------------------------ | ---------- |
| 1     | Kolumbien | Isabella Hurtado Karol Mosquera Isabella Castillo Nahomy Castro                | 3:40,49    |
| 2     | Brasilien | Camilly Carolini dos Santos Luise Braga Sabrina Gabrieli Pena Érica Cavalheiro | 3:46,30    |
| 3     | Peru      | Paula Daruich Bianca Conroy Cayetana Chirinos Jimena Reyes                     | 4:04,14    |

29. September

#### Hochsprung
| Platz | Athletin              | Land | Höhe (h) |
| ----- | --------------------- | ---- | -------- |
| 1     | María Isabel Arboleda | COL  | 1,88 PB  |
| 2     | Maria Eduarda Barbosa | BRA  | 1,78     |
| 3     | Arielly Monteiro      | BRA  | 1,75     |
| 4     | Hellen Tenorio        | COL  | 1,75     |
|       | Abril Okon            | ARG  | NMH      |

28. September

#### Stabhochsprung
| Platz        | Athletin       | Land | Höhe (m) |
| ------------ | -------------- | ---- | -------- |
| 1            | Luna Pabon     | COL  | 3,90 =PB |
| 2            | Karen Bedoya   | COL  | 3,80     |
|              | Arantxa Cortez | PER  | NMH      |
| Julia Santos | BRA            | NMH  |          |

27. September

#### Weitsprung
| Platz | Athletin         | Land | Weite (m) |
| ----- | ---------------- | ---- | --------- |
| 1     | Vanessa Sena     | BRA  | 6,22      |
| 2     | Raissa Romao     | BRA  | 6,06      |
| 3     | Paula Daruich    | PER  | 6,01 PB   |
| 4     | Victoria Zanolli | ARG  | 5,97      |
| 5     | Daniela Vaca     | BOL  | 5,80      |
| 6     | Marlene Koss     | ARG  | 5,51      |
| 7     | María Reinoso    | COL  | 5,14      |
| 8     | Yaritza Castro   | COL  | 4,90      |

27. September

#### Dreisprung
| Platz | Athletin            | Land | Weite (m)   |
| ----- | ------------------- | ---- | ----------- |
| 1     | Regiclécia Cândido  | BRA  | 13,73 CR PB |
| 2     | Valery Arce         | COL  | 13,17 PB    |
| 3     | Estrella Lobo       | COL  | 12,76       |
| 4     | Whaylla de Oliveira | BRA  | 12,54       |
| 5     | Millie Díaz         | URU  | 12,26       |
| 6     | Luciana Gennari     | ARG  | 11,85       |

28. September

#### Kugelstoßen
| Platz | Athletin          | Land | Weite (m) |
| ----- | ----------------- | ---- | --------- |
| 1     | Taniele Rodrigues | BRA  | 15,09     |
| 2     | Esteysi Salas     | COL  | 14,95     |
| 3     | Edimara Alves     | BRA  | 14,29     |
| 4     | Alicia Grootfaam  | SUR  | 14,14     |
| 5     | Florencia Dupans  | ARG  | 14,13     |
| 6     | Sury Murillo      | COL  | 13,77     |

29. September

#### Diskuswurf
| Platz | Athletin         | Land | Weite (m) |
| ----- | ---------------- | ---- | --------- |
| 1     | Florencia Dupans | ARG  | 48,29     |
| 2     | Samanta Santos   | BRA  | 47,96     |
| 3     | Angelica Caicedo | COL  | 47,71     |
| 4     | Thaina Felicio   | BRA  | 46,44     |
| 5     | Ottaynis Febres  | VEN  | 45,59     |
| 6     | María Candela    | ARG  | 44,94     |
| 7     | Valery Franco    | COL  | 41,39     |

29. September

#### Hammerwurf
| Platz | Athletin           | Land | Weite (m) |
| ----- | ------------------ | ---- | --------- |
| 1     | Nereida Santa      | ECU  | 63,75     |
| 2     | Yenniver Veroes    | VEN  | 59,32     |
| 3     | Giuliana Baigorria | ARG  | 59,03     |
| 4     | Agnys Ribeiro      | BRA  | 58,54 PB  |
| 5     | Catalina Rodríguez | COL  | 58,13 SB  |
| 6     | Jenifer Barahona   | COL  | 54,59     |
| 7     | Kimberly de Souza  | BRA  | 53,66     |

27. September

#### Speerwurf
| Platz | Athletin          | Land | Weite (m) |
| ----- | ----------------- | ---- | --------- |
| 1     | Manuela Rotundo   | URU  | 57,27     |
| 2     | Valentina Barrios | COL  | 53,61     |
| 3     | Fiorella Veloso   | PAR  | 49,43 PB  |
| 4     | Stefani da Silva  | BRA  | 49,11     |
| 5     | Laira Ordoñez     | COL  | 45,55     |
| 6     | Kimberly Flores   | PER  | 39,19     |

27. September

#### Siebenkampf
| Platz | Athletin           | Land | Punkte  |
| ----- | ------------------ | ---- | ------- |
| 1     | Tainara Mees       | BRA  | 5404    |
| 2     | Ana Paula Argüello | PAR  | 5196 PB |
| 3     | Renata Godoy       | ARG  | 5156 PB |
| 4     | Yudisa Martínez    | COL  | 4752    |
| 5     | Júlia Marconato    | BRA  | 4745    |
| 6     | Zharick Martínez   | COL  | 3802    |
| 7     | Mariangelic Rojas  | VEN  | 3566    |
|       | Sofía Ingold       | URU  | DNF     |

27./28. September

### Mixed

#### 4 × 400 m Staffel
| Platz | Land      | Athleten                                                    | Zeit (min) |
| ----- | --------- | ----------------------------------------------------------- | ---------- |
| 1     | Kolumbien | Raúl Palacios Paola Loboa Daniel Santiago Nahomy Castro     | 3:19,88 CR |
| 2     | Ecuador   | Dusthin Morquecho Xiomara Ibarra Alan Minda Evelin Mercado  | 3:22,08    |
| 3     | Brasilien | Jádson Lima Camille de Oliveira Caio Silva Érica Cavalheiro | 3:26,88    |

27. September

## Medaillenspiegel
| Platz | Land        |    |    |    |    |
| ----- | ----------- | -- | -- | -- | -- |
| 1     | Brasilien   | 19 | 19 | 12 | 50 |
| 2     | Kolumbien   | 14 | 11 | 7  | 32 |
| 3     | Argentinien | 4  | 3  | 4  | 11 |
| 4     | Peru        | 2  | 3  | 3  | 8  |
| 5     | Ecuador     | 1  | 4  | 4  | 9  |
| 6     | Paraguay    | 1  | 1  | 3  | 5  |
| 7     | Venezuela   | 1  | 1  | 2  | 4  |
| 8     | Bolivien    | 1  | 1  | 1  | 3  |
| 8     | Uruguay     | 1  | 1  | 1  | 3  |
| 10    | Chile       | 1  | 0  | 6  | 7  |